# Tonnenrockharnisch
Der Tonnenrockharnisch, auch Kempfküriss, Tonlet Armour, Tonnelett, Tonnenrock, ist eine spätmittelalterliche Rüstung aus Europa.

## Beschreibung
Der Tonnenrockharnisch wurde speziell für den Kampf zu Fuß entwickelt. Er ist meist glatt oder in Falten (Faltenrockharnisch) gestaltet und wird am unteren Brustpanzer angebracht. Er schützt den Träger etwa bis zu den Knien. Es gibt eine Version die am unteren Rand komplett durchgehend gerade, geschlossen verläuft, sowie eine Version die auf der Vorder- und Rückseite bogenförmig ausgeschnitten ist. Der ausgeschnittene Tonnenrock diente dazu, dass ein Träger dieser Rüstungsart trotzdem auf dem Pferd sitzen konnte. Die Formgebung des Rockes variiert. Manche sind nach unten hängend gerade, fast quadratisch gestaltet, andere ähneln in ihrer Form einer Glocke. Bei dieser Rüstungsart wurden die Beinpanzer (Diechlinge und Tassetten) weggelassen, da der Rock den Schutz der Beine übernahm. Dadurch war der Kämpfer zu Fuß wesentlich beweglicher als in einer normalen Rüstung. Diese Tonnenrockharnische wurden ebenfalls beim Turnier getragen, wenn es im Fußkampf bestritten wurde.